# Rhodotorula
Rhodotorula F.C. Harrison – rodzaj grzybów z klasy Microbotryomycetes. Jednokomórkowe grzyby mikroskopijne zaliczane do drożdży podstawkowych.

## Charakterystyka
Gatunki Rhodotorula są pospolite. Występują w glebie, wodzie, mleku, sokach owocowych i w powietrzu. Ich komórki są kuliste, jajowate lub wydłużone, a pączkowanie jest wielostronne lub polarne. Konidia nie powstają. Wytwarzają pigmenty karotenoidowe, wskutek czego ich kolonie mają kolor od różowego do pomarańczowego. W rozmnażaniu płciowym niektóre gatunki są heterotaliczne, inne homotaliczne. Są grzybami dymorficznymi, występującymi zarówno w formie drożdżowej, jak i strzępkowej. Strzępki ze sprzążkami.
Niektóre gatunki (Rhodotorula mucilaginosa i Rhodotorula glutinis) to grzyby chorobotwórcze powodujące choroby u ludzi i zwierząt. Najczęściej występują u pacjentów z obniżoną odpornością, lub u których stosowano cewniki do żyły centralnej. Zakażenia Rhodotorula są leczone amfoterycyną B i flucytozyną. Gatunki Rhodotorula powodują również infekcje u zwierząt. Istnieją doniesienia o zakażeniach skóry u kurcząt i zwierząt morskich, zmianach skórnych u lwów morskich, pasożytniczym zapaleniu ucha, jamy ustnej, gardła i kloaki strusi, kloaki dzikich ptaków, dróg rodnych samic wielbłądów.
Ze względu na wszechobecność Rhodotorula, izolacja tych drożdżaków z niesterylnych miejsc zwierząt i ludzi, zwłaszcza z błon śluzowych, niekoniecznie musi oznaczać chorobę.
Rhodotorula syntetyzują karotenoidy, głównie torulen (kwas 3′,4′-didehydro-β,ψ-karoten) i torularhodynę (kwas 3′,4′-didehydro-β,ψ-karoten-16-oesowy), któremu towarzyszą bardzo małe ilości β-karotenu.

## Systematyka i nazewnictwo
Pozycja w klasyfikacji według Index Fungorum:Sporidiobolaceae, Sporidiobolales, Incertae sedis, Microbotryomycetes, Pucciniomycotina, Basidiomycota, Fungi.
Takson utworzył w 1927 r. Francis Charles St.Barbe Harrison i nadana przez niego nazwa jest aktualna. Należy do monotypowego rzędu Sporidiobolales. Synonimy:
- Chromotorula F.C. Harrison 1927
- Rhodosporidium I. Banno 1967[6].

Niektóre gatunki:
- Rhodotorula glutinis (Fresen.) F.C. Harrison 1927
- Rhodotorula gracilis Rennerf. 1937
- Rhodotorula mucilaginosa (A. Jörg.) F.C. Harrison 1927

Nazwy naukowe według Index Fungorum.